# Dacnomys millardi
Genre
Espèce
Statut de conservation UICN

 DD  : Données insuffisantes
Dacnomys millardi est la seule espèce actuelle du genre Dacnomys, un groupe de rongeurs de la sous-famille des Murinés.